# Virginia Slims of Houston 1989
Virginia Slims of Houston 1989 — жіночий тенісний турнір, що проходив на відкритих кортах з ґрунтовим покриттям Westside Tennis Club у Х'юстоні (США). Належав до турнірів 4-ї категорії в рамках Туру WTA 1989. Тривав з 24 до 30 квітня 1989 року. Несіяна Моніка Селеш здобула титул в одиночному розряді.

## Фінальна частина

### Одиночний розряд
Моніка Селеш —  Кріс Еверт 3–6, 6–1, 6–4
- Для Селеш це був єдиний титул за сезон і 1-й — за кар'єру.

### Парний розряд
Катріна Адамс /  Зіна Гаррісон —  Джиджі Фернандес /  Лорі Макніл 6–3, 6–4
- Для Адамс це був 3-й титул за сезон і 7-й — за кар'єру. Для Гаррісон це був 2-й титул за сезон і 19-й — за кар'єру.